# Чутелек (Бихор)
Чутелек (рум. Ciutelec) насеље је у Румунији у округу Бихор у општини Таутеу. Oпштина се налази на надморској висини од 163 m.

## Становништво
Према подацима из 2002. године у насељу је живело 898 становника.

### Попис2002.
| Расподела становништва по националности 2002.‍ | Расподела становништва по националности 2002.‍ | Расподела становништва по националности 2002.‍ | Расподела становништва по националности 2002.‍ | Расподела становништва по националности 2002.‍ |
| --------------------------------------------- | --------------------------------------------- | --------------------------------------------- | --------------------------------------------- | --------------------------------------------- |
|                                               |                                               |                                               |                                               |                                               |
| Румуни                                        | Румуни                                        |                                               | 729                                           | 81,3%                                         |
| Мађари                                        | Мађари                                        |                                               | 124                                           | 13,8%                                         |
| Роми                                          | Роми                                          |                                               | 8                                             | 0,9%                                          |
| Словаци                                       | Словаци                                       |                                               | 36                                            | 4,0%                                          |